# Bent Sørensen (Schachspieler)

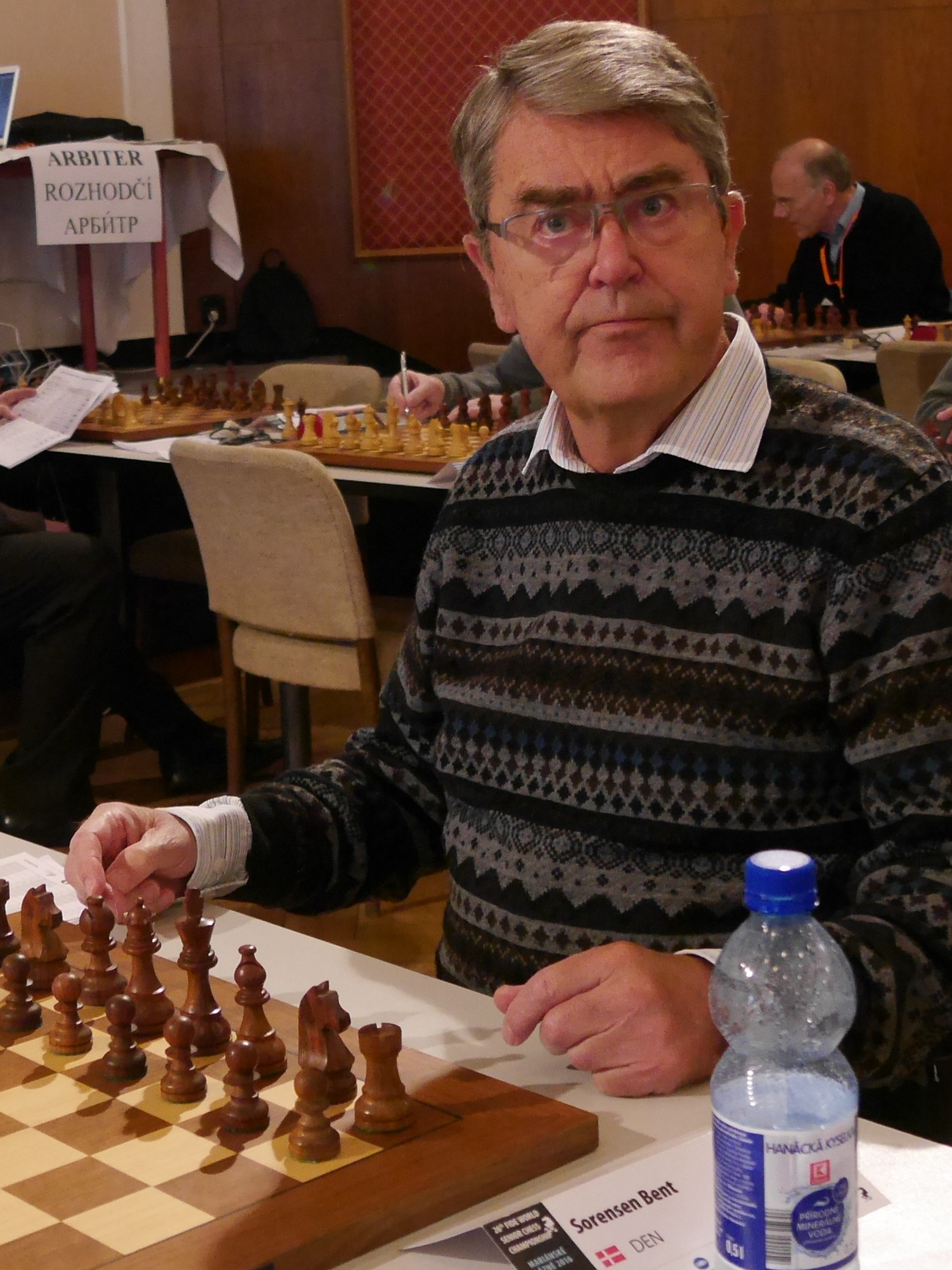
Bent Sørensen, 2016

Bent Sørensen (* 20. Oktober 1943 in Klim, Region Nordjylland; † 3. März 2022) war ein dänischer Schachspieler. 1983 wurde er Europameister im Fernschach.

## Nahschach
Im Alter von fünf Jahren erlernte Sørensen das Schachspiel von seinen beiden älteren Brüdern. Er gewann zweimal die Stadtmeisterschaft von Aalborg, mit der Mannschaft von Nordre Aarhus wurde er fünfmal dänischer Meister. 1963 nahm er in Den Haag an der Jugend-Schacholympiade teil, 1965 und 1966 spielte er bei den Studenten-Olympiaden in Sinaia und Örebro. 1971 und 1979 belegte er bei den Meisterschaften von Dänemark Plätze im hinteren Drittel.
Er trug seit 2011 den Titel FIDE-Meister. Seine beste Elo-Zahl betrug 2343. Diese erreichte er im Mai 2011. Bei der Senioreneuropameisterschaft 2016 in Jerewan erreichte er in der Altersklasse 65+ punktgleich mit Walentin Bogdanow und Wiktar Kuprejtschyk den dritten Platz. Für diesen Erfolg wurde ihm der Titel eines Internationalen Meisters verliehen.

## Fernschach
Zum Fernschach wurde er angeregt von Jørn Sloth, dem Gewinner der 8. Fernschach-Weltmeisterschaft. In den 1970er Jahren qualifizierte er sich für die 13. Europameisterschaft, wo er 1979 Platz 5 erreichte. Erfolgreich spielte er auch für Dänemark bei der 8. Fernschach-Olympiade 1975 und 9. Fernschach-Olympiade. Sein größter Erfolg war 1983, als er die 20. Europameisterschaft gewann.

## Privat
Sørensen studierte in Aarhus Mathematik und Physik. Danach unterrichtete er als Lehrer an einem Gymnasium in Aalborg.
Bent Sørensen ist nicht verwandt mit dem Sieger der 19. Europameisterschaft Arne Sørensen.